# NGC 1059
NGC 1059 – prawdopodobnie gwiazda podwójna znajdująca się w gwiazdozbiorze Barana. Obiekt ten zaobserwował John Herschel 25 stycznia 1832 roku i umieścił w swoim katalogu obiektów mgławicowych. Identyfikacja obiektu nie jest pewna – w pozycji podanej przez Herschela nic nie ma, a gwiazda ta znajduje się ok. 1 minuty kątowej na południowy wschód od niej.